# Puchar Świata w Kolarstwie Górskim 1996
Puchar Świata w kolarstwie górskim w sezonie 1996 to 6. edycja tej imprezy. Organizowany przez UCI, obejmował zawody dla kobiet i mężczyzn w cross-country oraz w dwonhillu. Pierwsze zawody odbyły się 14 kwietnia w stolicy Portugalii, Lizbonie, a ostatnie 8 września 1996 roku w amerykańskim Oʻahu.
Pucharu Świata w cross-country bronili: Amerykanka Juli Furtado wśród kobiet oraz Szwajcar Thomas Frischknecht wśród mężczyzn, a w downhillu: Niemka Regina Stiefl wśród kobiet oraz Francuz Nicolas Vouilloz wśród mężczyzn. W tym sezonie w cross-country triumfowali: Kanadyjka Alison Sydor wśród kobiet oraz Francuz Christophe Dupouey wśród mężczyzn, a w downhillu najlepsi byli: Francuz Nicolas Vouilloz wśród mężczyzn i Amerykanka Missy Giove wśród kobiet.

## Wyniki

### Cross-country
| Data                 | Miejsce          | Podium (mężczyźni)        | Podium (kobiety)     |
|                      |                  |                           |                      |
| 14 kwietnia 1996     | Lizbona          | Thomas Frischknecht       | Alison Sydor         |
| 14 kwietnia 1996     | Lizbona          | David Baker               | Juli Furtado         |
| 14 kwietnia 1996     | Lizbona          | Christophe Dupouey        | Sara Ballantyne      |
|                      |                  |                           |                      |
| 21 kwietnia 1996     | Houffalize       | Christophe Dupouey        | Alison Sydor         |
| 21 kwietnia 1996     | Houffalize       | Jan Østergaard            | Juli Furtado         |
| 21 kwietnia 1996     | Houffalize       | Lennie Kristensen         | Gunn-Rita Dahle      |
|                      |                  |                           |                      |
| 28 kwietnia 1996     | St. Wendel       | Thomas Frischknecht       | Alison Sydor         |
| 28 kwietnia 1996     | St. Wendel       | Dario Cioni               | Juli Furtado         |
| 28 kwietnia 1996     | St. Wendel       | Miguel Martinez           | Annabella Stropparo  |
|                      |                  |                           |                      |
| 2 czerwca 1996       | Helen            | Miguel Martinez           | Juli Furtado         |
| 2 czerwca 1996       | Helen            | Thomas Frischknecht       | Eva Orvošová         |
| 2 czerwca 1996       | Helen            | Jean-Christophe Savignoni | Caroline Alexander   |
|                      |                  |                           |                      |
| 9 czerwca 1996       | Bromont          | Miguel Martinez           | Alison Sydor         |
| 9 czerwca 1996       | Bromont          | Christophe Dupouey        | Caroline Alexander   |
| 9 czerwca 1996       | Bromont          | Thomas Frischknecht       | Eva Orvošová         |
|                      |                  |                           |                      |
| 16 czerwca 1996      | Mont-Sainte-Anne | Christophe Dupouey        | Alison Sydor         |
| 16 czerwca 1996      | Mont-Sainte-Anne | Miguel Martinez           | Eva Orvošová         |
| 16 czerwca 1996      | Mont-Sainte-Anne | Jean-Christophe Savignoni | Tammy Jacques        |
|                      |                  |                           |                      |
| 22 czerwca 1996      | Mount Snow       | Rune Høydahl              | Alison Sydor         |
| 22 czerwca 1996      | Mount Snow       | Lennie Kristensen         | Ruthie Matthes       |
| 22 czerwca 1996      | Mount Snow       | Hubert Pallhuber          | Sara Ballantyne      |
|                      |                  |                           |                      |
| 11 sierpnia 1996     | Les Gets         | Bart Brentjens            | Daniela Gassmann     |
| 11 sierpnia 1996     | Les Gets         | Hubert Pallhuber          | Annabella Stropparo  |
| 11 sierpnia 1996     | Les Gets         | Jérôme Chiotti            | Sandra Temporelli    |
|                      |                  |                           |                      |
| 18 sierpnia 1996     | Kristiansand     | Miguel Martinez           | Gunn-Rita Dahle      |
| 18 sierpnia 1996     | Kristiansand     | Christophe Dupouey        | Paola Pezzo          |
| 18 sierpnia 1996     | Kristiansand     | Bart Brentjens            | Chantal Daucourt     |
|                      |                  |                           |                      |
| 8 września 1996      | Oʻahu            | Thomas Frischknecht       | Gunn-Rita Dahle      |
| 8 września 1996      | Oʻahu            | Christophe Dupouey        | Maria Paola Turcutto |
| 8 września 1996      | Oʻahu            | Alessandro Fontana        | Ruthie Matthes       |
|                      |                  |                           |                      |
|                      |                  | Podium (mężczyźni)        | Podium (kobiety)     |
| Klasyfikacja końcowa | Puchar Świata XC | Christophe Dupouey        | Alison Sydor         |
| Klasyfikacja końcowa | Puchar Świata XC | Thomas Frischknecht       | Gunn-Rita Dahle      |
| Klasyfikacja końcowa | Puchar Świata XC | Miguel Martinez           | Juli Furtado         |

### Downhill
| Data                 | Miejsce          | Podium (mężczyźni) | Podium (kobiety)       |
|                      |                  |                    |                        |
| 12 maja 1996         | Panticosa        | Tomas Misser       | Anne-Caroline Chausson |
| 12 maja 1996         | Panticosa        | Steve Peat         | Missy Giove            |
| 12 maja 1996         | Panticosa        | Nicolas Vouilloz   | Nolvenn Le Caër        |
|                      |                  |                    |                        |
| 19 maja 1996         | Nevegal          | Marcus Klausmann   | Anne-Caroline Chausson |
| 19 maja 1996         | Nevegal          | Mike King          | Missy Giove            |
| 19 maja 1996         | Nevegal          | Nicolas Vouilloz   | Rita Burgi             |
|                      |                  |                    |                        |
| 15 czerwca 1996      | Mont-Sainte-Anne | Tomas Misser       | Leigh Donovan          |
| 15 czerwca 1996      | Mont-Sainte-Anne | Mike King          | Anne-Caroline Chausson |
| 15 czerwca 1996      | Mont-Sainte-Anne | Nicolas Vouilloz   | Nolvenn Le Caër        |
|                      |                  |                    |                        |
| 10 sierpnia 1996     | Les Gets         | Nicolas Vouilloz   | Anne-Caroline Chausson |
| 10 sierpnia 1996     | Les Gets         | Shaun Palmer       | Mercedes González      |
| 10 sierpnia 1996     | Les Gets         | Marcus Klausmann   | Kim Sonier             |
|                      |                  |                    |                        |
| 19 sierpnia 1996     | Kaprun           | Rob Warner         | Missy Giove            |
| 19 sierpnia 1996     | Kaprun           | Nicolas Vouilloz   | Kim Sonier             |
| 19 sierpnia 1996     | Kaprun           | Alexandre Balaud   | Elke Brutsaert         |
|                      |                  |                    |                        |
| 7 września 1996      | Oʻahu            | John Tomac         | Missy Giove            |
| 7 września 1996      | Oʻahu            | Todd Snider        | Leigh Donovan          |
| 7 września 1996      | Oʻahu            | Myles Rockwell     | Elke Brutsaert         |
|                      |                  |                    |                        |
|                      |                  | Podium (mężczyźni) | Podium (kobiety)       |
| Klasyfikacja końcowa | Puchar Świata DH | Nicolas Vouilloz   | Missy Giove            |
| Klasyfikacja końcowa | Puchar Świata DH | Marcus Klausmann   | Anne-Caroline Chausson |
| Klasyfikacja końcowa | Puchar Świata DH | Tomas Misser       | Leigh Donovan          |